# Вільде (Буенос-Айрес)
Вільде (ісп. Wilde) — місто в Аргентині в провінції Буенос-Айрес. Частина агломерації Великий Буенос-Айрес.

## Історія
Європейці стали селитися на цих землях ще в кінці XVI століття. У 1888 році Едуардо Вільде заснував тут поселення, яке назвав на честь свого дядька Хосе Антоніо Вільде — лікаря, який багато зробив для розвитку системи охорони здоров'я. У 1889 році була побудована залізнична станція.
У 1975 році поселення отримало статус міста.

## Українська громада
В м. Вільде діє філія Українського культурного товариства «Просвіта» в Буенос-Айресі (Аргентині). Філія виникла в містечку Саранді (округ Авелянеда), а потім перебралася у Вільде. У 2014 р. відзначено 72 річницю філії та відкрито соціальну залу побудовану при підтримці місцевої влади.

## Визначні постаті
Катерина Маркович (1925—1929) — багаторічна діячка української громади, один з керівників УКТ «Просвіта» та Об'єдання жінок Просвіти в Вільде та Саранді.